# Belarussische Badmintonmeisterschaft 2010
Die Belarussische Badmintonmeisterschaft 2010 fand Anfang Februar 2010 in Minsk statt.

## Titelträger
| Disziplin    | Sieger                            |
| ------------ | --------------------------------- |
| Herreneinzel | Yauheni Yakauchuk                 |
| Dameneinzel  | Alesia Zaitsava                   |
| Herrendoppel | Aleksei Konakh Igar Birukov       |
| Damendoppel  | Alesia Zaitsava Elena Lukashevich |
| Mixed        | Aleksei Konakh Alesia Zaitsava    |